# Jürgen Reents

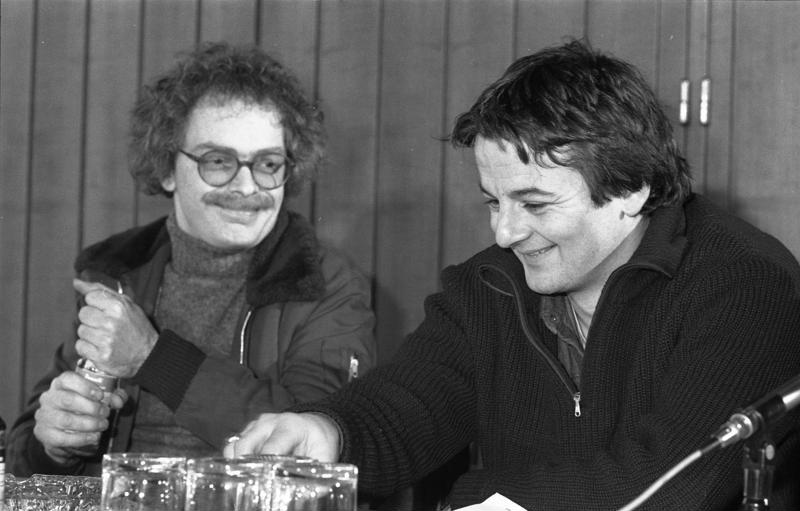
Jürgen Reents (links) 1983 mit Joschka Fischer

Jürgen Reents (* 5. August 1949 in Bremerhaven; † 7. April 2022) war ein deutscher Politiker und Journalist. Reents war von 1999 bis 2012 Chefredakteur der Tageszeitung Neues Deutschland.

## Leben
Reents schloss sich als Schüler den Jungdemokraten, der damaligen Jugendorganisation der FDP, an und wurde 1969 Mitglied des Bremer DJD-Landesvorstandes. 1966 wurde er Schulsprecher des Gymnasiums Körnerschule II, 1966/67 Vorsitzender des Stadtschülerrings Bremerhaven (Stadtschulsprecher).
Nach dem Abitur im Juni 1968 und dem Zivildienst von Oktober 1968 bis März 1970 im Seepark-Krankenhaus Debstedt und im Elisabeth-Krankenhaus in Hamburg engagierte er sich in der außerparlamentarischen Opposition. Von April 1970 bis September 1974 studierte er Mathematik an der Universität Hamburg. Als Mitgründer des Kommunistischen Bundes (KB) war er ab Dezember 1971 bis April 1980 Herausgeber und Redakteur der Zeitschrift Arbeiterkampf.
Ende der 1970er Jahre gehörte er zu den Gründungsmitgliedern der Grünen. Nach der Spaltung des KB wegen der Mitarbeit bei den Grünen gründete Reents mit anderen Ex-KBlern zunächst die Gruppe Z, dann mit anderen früheren Mitgliedern kommunistischer und sozialistischer Gruppen, wie Ralf Fücks, Frieder Otto Wolf, Karl Nolle u. a., die Zeitschrift Moderne Zeiten (MoZ), die bis 1984 existierte.
Über die Hamburger Grün-Alternative Liste (GAL) zog er bei der Bundestagswahl 1983 als Abgeordneter der ersten grünen Fraktion in den Bundestag ein. Er war Mitglied und Obmann der Grünen im Auswärtigen Ausschuss und Stellvertretendes Mitglied im Haushaltsausschuss. Zu einem Eklat mit Sitzungsunterbrechung und Sondersitzungen der Fraktionen führte es, als er in der Plenardebatte am 18. Oktober 1984 Bundeskanzler Helmut Kohl vorwarf, dass dessen Weg an die Spitze von Partei und Fraktion „von Flick freigekauft“ worden sei. Hintergrund waren der Parteispendenskandal und Pressemeldungen, dass Rainer Barzel über eine Frankfurter Anwaltskanzlei, deren Berater er nach Niederlegung seiner Parteiämter wurde, 1,7 Millionen DM vom Flick-Konzern erhalten habe (siehe auch Flick-Affäre). Im Verlauf der weiteren Auseinandersetzung im Bundestag schloss der amtierende Bundestagspräsident Richard Stücklen nach Reents auch den Grünen-Abgeordneten Joschka Fischer von der Sitzung aus, woraufhin dieser rief: „Mit Verlaub, Herr Präsident, Sie sind ein Arschloch!“ Der Ältestenrat des Bundestages verlängerte Reents’ Sitzungsausschluss auf fünf Sitzungstage. Bis zu seinem Ausscheiden aus dem Bundestag im Jahr 1985 gehörte Reents dem ökosozialistischen Flügel der Grünen-Fraktion an.
Auf dem Parteitag der Grünen 1987 in Hannover, der von heftigem Streit über die Schlussfolgerungen aus der Tschernobyl-Katastrophe und den weiteren Umgang mit der rot-grünen Koalition in Hessen geprägt war, erarbeitete Reents zusammen mit dem zum Realo-Flügel gehörenden Fritz Kuhn einen Kompromissvorschlag, „der den Hessen wenigstens noch den Verhandlungsweg und den Grünen in Niedersachsen die Chance auf rot-grün ließ“.
1988 kam es zum offenen Bruch des linken Flügels der Grünen. Reents beteiligte sich mit Verena Krieger, Michael Stamm, Harald Wolf, Ludger Volmer u. a. an der Gründung des Linken Forums.
Seit Frühjahr 1989 war Reents Bundesvorstandsmitglied der Grünen. Er forderte im März 1990 scherzhaft die Neugründung eines Teildeutschlands unter dem Namen „Nordanien.“
Sein Versuch, die 1990 bei der Bundestagswahl erfolglosen Grünen näher an die ostdeutsche Partei des Demokratischen Sozialismus (PDS) heranzubringen, scheiterte nach heftigen Auseinandersetzungen. Er verließ 1991 die Grünen und wurde Pressesprecher der PDS-Bundestagsgruppe. Der Partei trat er erst 1998 bei.
Reents wurde 1999 Chefredakteur der Zeitung Neues Deutschland (ND) als Nachfolger Reiner Oschmanns, der PDS-Pressesprecher wurde. Er engagierte sich für einen neuen Kurs der Zeitung, um sie vom Image des einstigen DDR-Propagandablattes wegzubringen. Reents schied Ende 2012 als Chefredakteur aus, blieb jedoch als Berater der Redaktionsleitung und Redakteur bis Ende November 2014 bei der Zeitung.
Reents lebte und arbeitete in Berlin, er starb nach einer langen Erkrankung.

## Werke (Auswahl)
- Die deutsche Revolution von 1918–1923. Verlag Arbeiterkampf, Hamburg 1974.
- Es grünt so rot. Alternativen zwischen Mode und Modell. Konkret Literaturverlag, Hamburg 1982, ISBN 3-922144-24-1 (Mitautor)
- Gerhard Zwerenz. Weder Kain noch Abel. Interview mit Gerhard Zwerenz. Verlag Das Neue Deutschland/Das Neue Berlin, Berlin 2008, ISBN 978-3-360-01939-4